# Hilda Nilsson
Hilda Nilsson (Helsingborg, 24 mei 1876 – Landskrona, 10 augustus 1917) was een Zweedse seriemoordenares die is veroordeeld voor 8 moorden op kinderen die aan haar zorg waren toevertrouwd.

## Achtergrond
Nilson werd geboren in 1876 in Helsingborg. Ze trouwde met haar man Gustav en woonde met hem samen in Helsingborg. Ze namen al gauw kinderen van alleenstaande moeders in huis, een gebruik dat bekend staat als baby farming (baby kwekerij) in het Engelse taalgebied en änglamakerska in het Zweeds of engelmagerske in het Deens, beiden letterlijk 'engelenmakers'. Deze negatieve termen voor deze vorm van pleegzorg kwamen voort uit het feit dat het doel van de aanbieders zo snel mogelijk geld verdienen was. In sommige gevallen leidde dat tot extreme verwaarlozing, waaraan de kinderen soms stierven. In andere gevallen vermoordden de engelenmakers de kinderen met geweld. Het geld dat zij dan hadden gekregen - vaak kregen zij enkel een grote som aan het begin van de pleegperiode - mochten zij na een overlijden houden. Dit zorgde voor een zieke prikkel; hoe korter de pleegzorg was, hoe meer geld de engelenmaker zelf overhield.

## Moorden
Nilsson nam als eerste pleegkind een vijf maanden oud meisje in huis. Voor de zorg ontving Nilsson een grote som aan het begin van de pleegzorg. Dit geld was al snel op, waarna Nilsson het kind in een wastobbe verdronk. Dit werd haar modus operandi: ze zou de kinderen verdrinken in een grote wastobbe. Ze sloot het kind op in de wastobbe met een wasbord. Daar bovenop zette ze een zware kolenkit, zodat het kind niet kon ontsnappen. Na enige tijd haalde ze het lichaam uit de tobbe, waarna ze het lichaam meestal verbrandde en soms ook begroef. Cindy Visser wijst erop dat Nilsson een agressievere benadering nam dan de meeste engelenmakers. Toch waren de andere engelenmakers net zo zeer de veroorzakers van de dood van hun pleegkinderen; zij verwaarloosden de kinderen onder hun hoede zodanig dat zij stierven.

## Ontdekking en gevangenneming

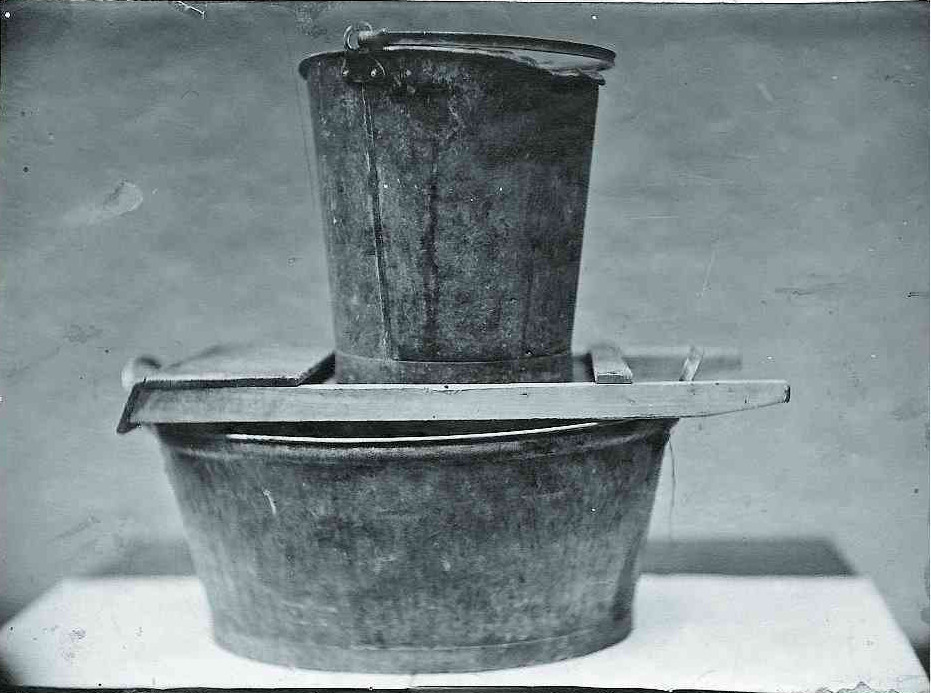
De wastobbe, het wasbord en de kolenbak waarmee Nilsson de kinderen verdronk

Nilsson ondernam stappen om te voorkomen dat mensen in haar omgeving achterdochtig werden. Ze zorgde voor een nette omgeving wanneer de moeders die hun kinderen wilden laten plegen, kwamen kijken. Hierdoor leek ze betrouwbaarder dan de andere engelenmakers die de kinderen verwaarloosd en in een gore omgeving lieten rondlopen. Ook toen haar man vroeg waar de vijf maanden oude baby was waar zij voor zorgden, loog ze tegen hem dat een rijk stel het kind had geadopteerd.

Nilsson werd ontmaskerd toen Blenda Henricsson vroeg om haar zoon Gunnar te zien. Nilson, die het jongetje intussen vermoord had, weigerde. Henricsson besloot daarop naar de autoriteiten te gaan. De politie vond genoeg bewijs om haar te veroordelen voor de moord op 8 kinderen, hoewel ze mogelijk 17 kinderen vermoord heeft.

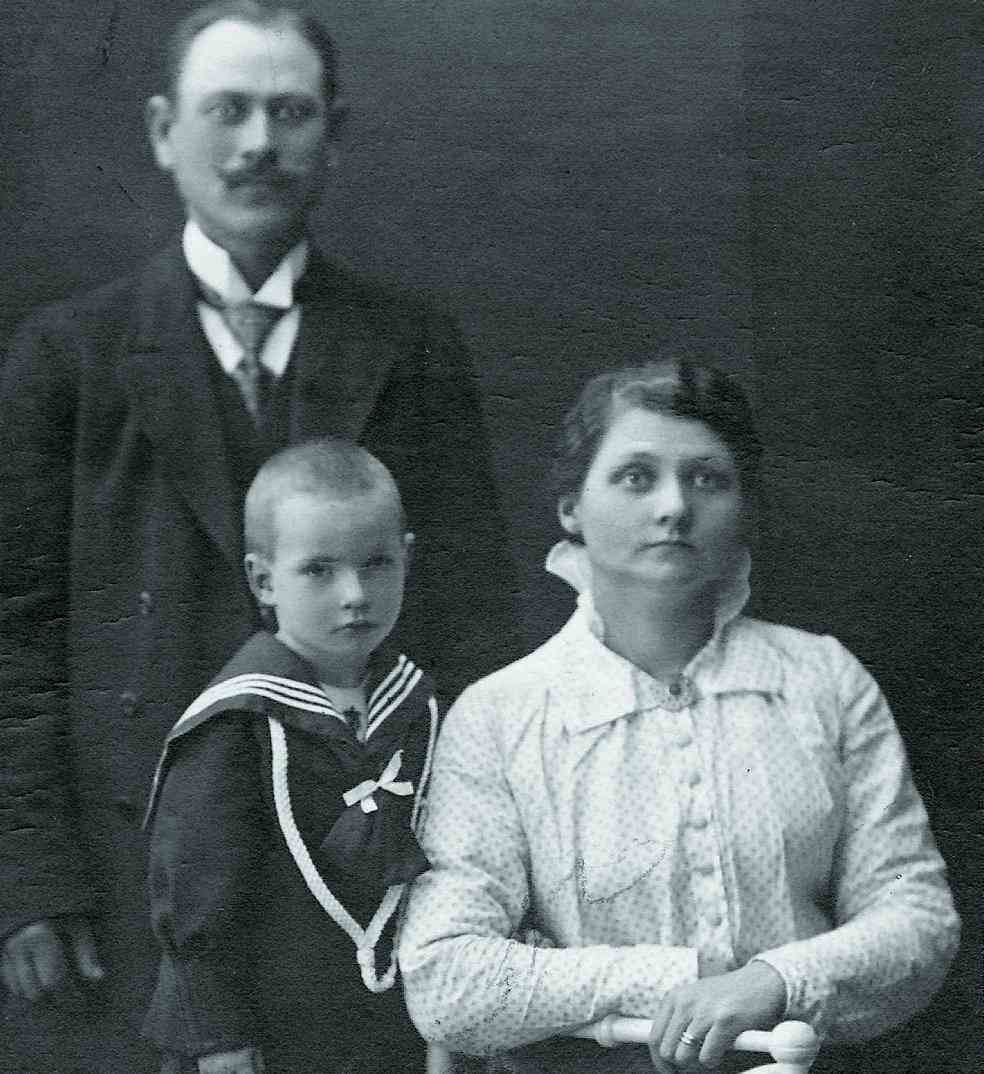
Nilsson met haar man Gustaf en pleegzoon Erik Gustaf

Er werd besloten tot de doodstraf die uitgevoerd moest worden met een guillotine. Als deze straf was uitgevoerd, zou zij de laatste Zweedse veroordeelde zijn die daadwerkelijk gedood was en geen gratie had ontvangen. Voor het zo ver was, pleegde ze echter op 10 augustus 1917 zelfmoord in haar cel in Landskrona.
Er doen verhalen de ronde dat zowel haar cel als woning bezocht werd door geesten. Hierdoor werd haar woning al na enkele jaren gesloopt; niemand wilde in het huis wonen. De cel, nu onderdeel van een museum, zou vreemde gebeurtenissen voortbrengen. Zo zou een opgesloten sekswerker compleet van slag zijn geweest door beelden die ze beweerde te hebben gezien. Ook zouden politiehonden geweigerd hebben de cel binnen te gaan, hoewel hun scherpe reukzin dit wellicht ook zou verklaren.
- Virtual International Authority File: 4748157583859733970001